# Ducati 1198
La Ducati 1198 è una motocicletta sportiva prodotta dalla casa motociclistica italiana Ducati dal 2009 al 2011, in sostituzione della 1098 che è rimasta, anche al momento delle presentazione del nuovo modello, nel listino della casa. La moto è stata a sua volta rimpiazzata dalla Ducati Panigale.

## Descrizione

### Versioni
La 1198 è resa disponibile in diverse versioni:
- 1198, versione base, monocromatica. Le versioni prodotte nel 2011 hanno di serie il DTC "Ducati Traction Control" e il DQS "Ducati Quick Shift"
- 1198 S, in cui la versione S rispetto alla versione base ha di serie il Ducati Traction Control, le sospensioni Öhlins, le ruote forgiate in alluminio e varie parti in carbonio, presente fin dal debutto della moto fino al 2010.
- 1198 S Corse, sfoggia una livrea multicolore e la scritta "Ducati Corse", presente solo per il 2010. È disponibile in due versioni, una con il serbatoio in ABS e una con il serbatoio in alluminio più leggero del 10% e con una capacità maggiorata di 2,5 litri.
- 1198 R Corse, rispetto alla versione "S Corse" è stata rivista nel motore e usa silenziatori in acciaio inox e titanio, presente fin dal debutto della moto fino al 2010. Codone e vasca sono in carbonio.
- 1198 SP, moto presentata alla fine del 2010 per entrare in produzione nel 2011, dalle caratteristiche tecniche pari alla "S Corse", ma ora con l'ammortizzatore posteriore TTX, sempre della Öhlins e la frizione antisaltellamento della "R Corse" e il cambio elettronico "DQS".

## Motore

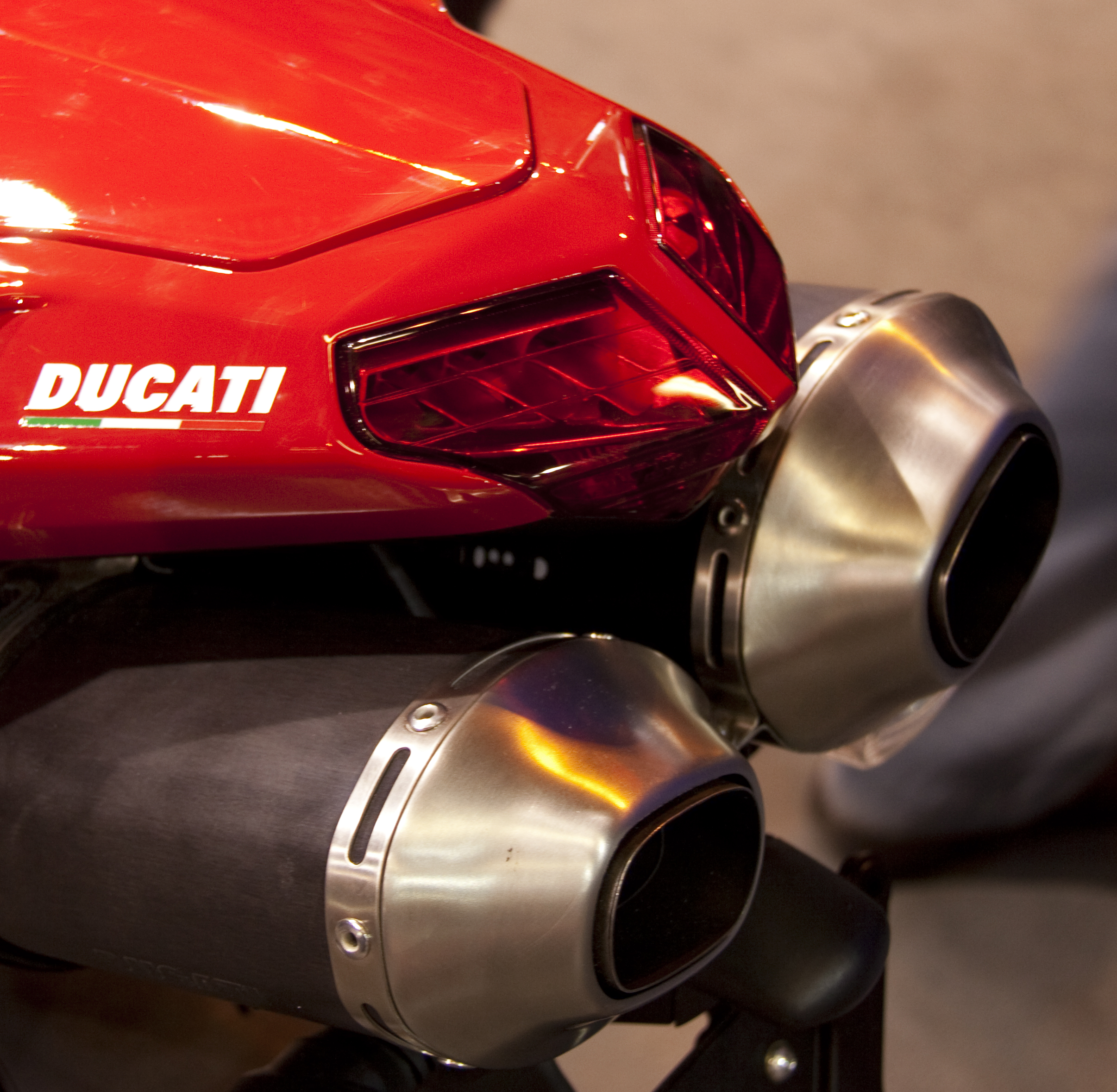
Dettaglio di codone e scarichi

Il nuovo motore è un'evoluzione rispetto all'unità montata sulla versione da corsa ufficiale, ma rimane il classico bicilindrico a L di 90° desmo Ducati.
Con l'aumento di cilindrata sono stati aggiunti 10 cavalli in più, ora sono 170, 10 in meno della 1098 R (sempre con motore 1198,4 cm³) che ne eroga 180.
Lo stesso motore, anche se depotenziato a 150 CV e con un differente valore di incrocio tra le valvole di aspirazione e scarico (11° anziché 41°), viene montato anche sulla Ducati Multistrada 1200.

## Attività sportiva
La moto realizzata per ottenere omologazione per partecipare al campionato SBK ed impiegata dal 2009 al 2012, durante la sua carriera agonistica ha vinto due titoli mondiali nel 2008 con Troy Bayliss e nel 2011 con Carlos Checa e ottenendo anche numerosi podi e vittorie stagionali.